# ان‌بی‌ای ۲کی۲۰
ان‌بی‌ای ۲کی۲۰ (به انگلیسی: NBA 2K20) یک بازی ویدئویی شبیه‌سازی بسکتبال است که توسط ویژوال کانسپتس ساخته شده‌است و توسط ۲کی گیمز براساس اتحادیه ملی بسکتبال (ان‌بی‌ای) منتشر شده‌است. این بازی بیست و یکمین بازی در مجموعه ان‌بی‌ای ۲کی است. تصویر انتونی دیویس بازیکن تیم لس آنجلس لیکرز برروی جلد نسخهٔ عادی بازی است، در حالیکه تصویر دوین وید برروی جلد نسخهٔ افسانه‌ای قرار گرفته‌است.
ان‌بی‌ای ۲کی۲۰ در تاریخ ۶ سپتامبر ۲۰۱۹ برای مایکروسافت ویندوز، نینتندو سوئیچ، پلی‌استیشن ۴ و ایکس‌باکس وان و در تاریخ ۱۸ نوامبر ۲۰۱۹ برای استادیا منتشر شد.